# Edmond byl osel
Edmond byl osel (v originále Edmond était un âne) je francouzsko-kanadský krátký animovaný film z roku 2012, který režíroval Franck Dion podle vlastního scénáře. Snímek měl světovou premiéru na festivalu animovaných filmů v Annecy dne 4. června 2012.

## Děj
Edmond není jako ostatní. Diskrétní muž, s pečující ženou, výkonný zaměstnanec, který se přesto cítí odlišně. Když mu jeho kolegové posměšně nasadí oslí čepici, najednou odhalí svou pravou povahu.

## Ocenění
- Festival animovaných filmů v Annecy: Zvláštní cena poroty
- Cena FACT za nejlepší kanadský krátký film
- Mezinárodní soutěž Tokyo Short Short: Cena za nejlepší film
- Cena ANEC
- Festival Alpinale Nenzing: Nejlepší krátký animovaný film
- Animasyros: Zvláštní uznání poroty
- Zlatá plaketa za krátký animovaný film v Chicagu
- Festival Courtmétrange v Rennes: Cena Beaumarchais
- Tindirindis ve Vilniusu: Zvláštní uznání
- Zvláštní uznání Espinho Cinanima
- Mezinárodní festival dokumentárních a krátkých filmů v Bilbau: stříbrný Mikeldi za animaci
- Festival international du cinéma francophone en Acadie: cena La Vague za nejlepší mezinárodní krátký film
- Festival ve Villeurbanne: Cena za svobodu mladé poroty
- Sydney Flickerfest: Nejlepší mezinárodní animovaný film
- Festival Regard: Národní hlavní cena a cena za nejlepší scénář
- Canadian Screen Awards: nominace v kategorii nejlepší animovaný film
- Lutins du court métrage: nominace v kategorii nejlepší animovaný film
- César: nominace v kategorii nejlepší animovaný film